# Daardaar
Daardaar est un site d’information belge gratuit lancé en 2015 qui propose quotidiennement une sélection d’articles de la presse flamande et germanophone traduits en français.

## Histoire
Le projet est co-fondé en 2015 par Vincent Laborderie qui est politologue à l’UCL, la journaliste Joyce Azar de la VRT ainsi que David Charlier, diplômé en sciences politiques et observateur aguerri de la vie politique belge.
Pour son cofondateur David Charlier, « on est parti d’un constat tout à fait anormal à savoir qu'aucun site francophone ne s’intéressait à ce qu’il se passait dans les journaux de l’autre côté du pays ».
Un mois après son lancement, le site revendique 50 000 visiteurs uniques.
En 2016, lors d'une soirée au Bravo Bar à Bruxelles, Daardaar lance une campagne de financement participatif dans l'objectif de récolter un minimum de 15 000 euros. La levée de fonds permettrait d'assurer la continuité du site et potentiellement le développer. Le financement participatif prévoit plusieurs paliers. L'objectif est atteint.
En 2019, le site est menacé de disparaitre,. Il a publié une lettre ouverte en ce sens rédigée par l'écrivain et humoriste Thomas Gunzig,. Un appel notamment signé par Jérôme Colin, Adeline Dieudonné et David Van Reybrouck. À cette occasion, le ministre des médias, Jean-Claude Marcourt, a répondu à une question de députés lors d'une session au Parlement de la Fédération Wallonie Bruxelles et a assuré qu'il allait rencontrer l’équipe de Daardaar pour voir comment assurer leur pérennité.
Le 11 juillet 2019, le site d'information organise un match d'improvisation bilingue à Ixelles à l'occasion de la fête de la Communauté flamande qui rassemble les ligues professionnelles francophone et néerlandophone d'improvisation de Belgique : la Belgische Improvisatie Liga et la Ligue d'impro belge ,.
En 2020, Daardaar lance le podcast Dring Dring. Il s'agit d'un podcast, réalisé par le rédacteur en chef adjoint Aubry Touriel, qui emmène les auditeurs à la découverte de la Flandre à vélo.
En 2022, le pure player diffuse Pardon?, de courtes vidéos animées pour apprendre des expressions néerlandaises. Les épisodes sont également diffusés sur les chaînes bruxelloises BX1 et Bruzz.

## Ligne éditoriale

### Signification
Le nom du média est, selon Courrier international, « un jeu de mots entre l’expression française « dare-dare » et le mot néerlandais « daar », qui signifie « là » ».

### Publications
Selon la journaliste et rédactrice en chef Joyce Azar, Daardaar s'adresse « aux Belges francophones, aux expats qui vivent en Belgique, à tous ceux qui s’intéressent à la Flandre ».
Les articles sont traduits par des traducteurs professionnels et sont régulièrement repris par les médias belges,,.
Le podcast Dring Dring est composé de 5 épisodes de 30 minutes chacun qui aborde un stéréotype sur les Flamands.
En 2022, Daardaar lance le projet intitulé "Pardon?" qui est diffusé sur BX1 et Bruzz. Le pure player propose de courtes vidéos animées pour apprendre des expressions néerlandaises. Le projet est composé de huit vidéos qui expliquent quatre expressions françaises ainsi que quatre expressions néerlandaises.

### Indépendance
La rédaction est indépendante et prône l'absence totale de couleur politique.

### Partenariats
Pendant la phase de test du site, Daardaar a noué un partenariat avec le site d'information VRT (FlandreInfo.be). Par ailleurs, le média belge est partenaire du journal germanophone Grenz-Echo,, mais aussi du site flamingant Doorbraak ou encore d'Apache.
Finalement, le projet "Pardon ?", soutenu par la Région de Bruxelles-Capitale, est en partenariat avec BX1 et Bruzz.

## Modèle économique
Daardaar est un média en ligne gratuit  et ne comporte pas de publicité. Il a été accompagné par Coopcity pour définir un modèle économique viable,. Guillaume Deneufbourg est le trésorier de l'asbl, également responsable des traductions.
À ce titre, il a reçu un soutien financier de l’Agence pour l’innovation du gouvernement wallon, mais aussi des soutiens publics de la Fédération Wallonie-Bruxelles, la Fondation Roi-Baudouin et le Parlement francophone bruxellois.
Au cours de son histoire, le média belge a pu faire des appels aux dons comme en 2018.
L'équipe, composée de dix personnes, est entièrement bénévole, cependant les traducteurs professionnels sont rémunérés,. Le média paie les abonnements à la presse flamande ainsi que les droits d'auteurs des articles traduits, .